# Domenico Buttaoni
Domenico Buttaoni (Tolfa, 28 febbraio 1757 – Fabriano, 15 agosto 1822) è stato un vescovo cattolico italiano.

## Biografia
Nato a Tolfa il 28 febbraio 1757, il 26 agosto 1806 venne nominato vescovo di Fabriano e Matelica.
Morì il 15 agosto 1822 a Fabriano.

## Genealogia episcopale
La genealogia episcopale è:
- Cardinale Scipione Rebiba
- Cardinale Giulio Antonio Santori
- Cardinale Girolamo Bernerio, O.P.
- Arcivescovo Galeazzo Sanvitale
- Cardinale Ludovico Ludovisi
- Cardinale Luigi Caetani
- Cardinale Ulderico Carpegna
- Cardinale Paluzzo Paluzzi Altieri degli Albertoni
- Papa Benedetto XIII
- Papa Benedetto XIV
- Papa Clemente XIII
- Cardinale Luigi Valenti Gonzaga
- Cardinale Giovanni Filippo Gallarati Scotti
- Vescovo Domenico Buttaoni